# Luxemburgs voetbalelftal in 1981
Het Luxemburgs voetbalelftal speelde in totaal zeven interlands in het jaar 1981, waaronder vijf wedstrijden in de kwalificatiereeks voor de WK-eindronde 1982 in Spanje, en verloor deze een voor een. De nationale selectie stond onder leiding van bondscoach Louis Pilot. Doelman Jeannot Moes kwam in alle zeven duels in actie, van de eerste tot en met de laatste minuut. Hij bereikte aan het einde van het jaar de mijlpaal van vijftig interlands.

## Balans
| Wedstrijden | Wedstrijden | Wedstrijden | Wedstrijden | Doelpunten | Doelpunten | Doelpunten | Punten |
| Gespeeld    | Winst       | Gelijk      | Verlies     | Voor       | Tegen      | Saldo      | Punten |
| ----------- | ----------- | ----------- | ----------- | ---------- | ---------- | ---------- | ------ |
| 7           | 0           | 0           | 7           | 1          | 16         | –15        | 0.000  |

## Interlands
|                                                     |                                            |       |           |                                                                                            |
| 28 januari WK-kwalificatie № 326 «onderlinge duels» | Griekenland                                | 2 – 0 | Luxemburg | Kaftanzoglio Stadion, Thessaloniki Toeschouwers: 10.000 Scheidsrechter: Nikola Dudin (BUL) |
| 28 januari WK-kwalificatie № 326 «onderlinge duels» | Konstandinos Kouis 8' Giorgos Kostikos 33' |       |           | Kaftanzoglio Stadion, Thessaloniki Toeschouwers: 10.000 Scheidsrechter: Nikola Dudin (BUL) |

|                                                   |           |                                                 |             |                                                                                   |
| 11 maart WK-kwalificatie № 327 «onderlinge duels» | Luxemburg | 0 – 2                                           | Griekenland | Stade Municipal, Luxemburg Toeschouwers: 8.500 Scheidsrechter: Peter Scherz (SUI) |
| 11 maart WK-kwalificatie № 327 «onderlinge duels» |           | 31' Konstandinos Kouis 54' (pen.) Thomas Mavros |             | Stade Municipal, Luxemburg Toeschouwers: 8.500 Scheidsrechter: Peter Scherz (SUI) |

|                                                |                     |       |                                            |                                                                                     |
| 1 mei WK-kwalificatie № 328 «onderlinge duels» | Luxemburg           | 1 – 2 | Denemarken                                 | Stade Municipal, Luxemburg Toeschouwers: 2.844 Scheidsrechter: Louis Delsemme (BEL) |
| 1 mei WK-kwalificatie № 328 «onderlinge duels» | Alain Nurenberg 37' |       | 46' Preben Elkjær Larsen 62' Frank Arnesen | Stade Municipal, Luxemburg Toeschouwers: 2.844 Scheidsrechter: Louis Delsemme (BEL) |

|                                                         |           |                              |                |                                                                                             |
| 22 september Vriendschappelijk № 329 «onderlinge duels» | Luxemburg | 0 – 1                        | West-Duitsland | Stade Municipal, Luxemburg Toeschouwers: onbekend Scheidsrechter: Jean-Marie Macheret (SUI) |
| 22 september Vriendschappelijk № 329 «onderlinge duels» |           | ??' Doelpuntenmaker onbekend |                | Stade Municipal, Luxemburg Toeschouwers: onbekend Scheidsrechter: Jean-Marie Macheret (SUI) |

|                                                       |                                                                     |       |           |                                                                            |
| 14 oktober Vriendschappelijk № 330 «onderlinge duels» | Spanje                                                              | 3 – 0 | Luxemburg | Ciutat de València, Valencia Toeschouwers: 15.000 Scheidsrechter: onbekend |
| 14 oktober Vriendschappelijk № 330 «onderlinge duels» | Roberto López Ufarte ??' Roberto López Ufarte ??' Enrique Saura ??' |       |           | Ciutat de València, Valencia Toeschouwers: 15.000 Scheidsrechter: onbekend |

|                                                      |                                                                                              |       |           |                                                                                       |
| 21 november WK-kwalificatie № 331 «onderlinge duels» | Joegoslavië                                                                                  | 5 – 0 | Luxemburg | Stadion Karađorđe, Novi Sad Toeschouwers: 20.000 Scheidsrechter: Charles Scerri (MLT) |
| 21 november WK-kwalificatie № 331 «onderlinge duels» | Vahid Halilović 1' Vahid Halilović 45' Ivica Surjak 65' Predrag Pasić 73' Zlatko Vujović 75' |       |           | Stadion Karađorđe, Novi Sad Toeschouwers: 20.000 Scheidsrechter: Charles Scerri (MLT) |

|                                                               |                     |       |           |                                                                                         |
| 5 december WK-kwalificatie № 332 «onderlinge duels» 14:30 uur | Italië              | 1 – 0 | Luxemburg | Stadio San Paolo, Napels Toeschouwers: 49.247 Scheidsrechter: Velitchko Tzontchev (BUL) |
| 5 december WK-kwalificatie № 332 «onderlinge duels» 14:30 uur | Fulvio Collovati 6' |       |           | Stadio San Paolo, Napels Toeschouwers: 49.247 Scheidsrechter: Velitchko Tzontchev (BUL) |

## Statistieken
| Jeannot Moes       | 1948-05-11 | Avenir Beggen        | 7 | 0 | 0 | 50 | 0 |
| Verdediging        |            |                      |   |   |   |    |   |
| Erny Dax           | 1958-04-11 | Etzella Ettelbruck   | 6 | 0 | 0 | 16 | 0 |
| Gilbert Dresch     | 1954-09-14 | Avenir Beggen        | 6 | 0 | 0 | 36 | 0 |
| Nico Rohmann       | 1952-11-23 | San Diego Sockers    | 5 | 0 | 0 | 21 | 0 |
| Carlo Weis         | 1958-12-04 | KFC Winterslag       | 5 | 0 | 0 | 17 | 0 |
| Hubert Meunier     | 1959-12-14 | Progrès Niedercorn   | 4 | 1 | 0 | 20 | 0 |
| Marcel Bossi       | 1960-01-14 | Progrès Niedercorn   | 3 | 1 | 0 | 7  | 0 |
| Jean Zuang         | 1952-09-27 | Stade Dudelange      | 1 | 0 | 0 | 26 | 0 |
| Middenveld         |            |                      |   |   |   |    |   |
| Jean-Paul Girres   | 1961-01-06 | Union Luxembourg     | 6 | 1 | 0 |    |   |
| Nico Wagner        | 1954-09-19 | Red Boys Differdange | 6 | 0 | 0 |    |   |
| Paul Philipp       | 1950-10-21 | RSC Charleroi        | 5 | 0 | 0 |    |   |
| Johny Clemens      | 1958-09-30 | CS Grevenmacher      | 2 | 2 | 0 | 10 | 1 |
| Alain Nurenberg    | 1961-03-23 | Progrès Niedercorn   | 1 | 3 | 1 |    |   |
| Romain Schreiner   | 1957-03-17 | Red Boys Differdange | 1 | 4 | 0 |    |   |
| Pierre Hoscheid    | 1957-07-29 | Spora Luxembourg     | 0 | 1 | 0 | 8  | 0 |
| Aanval             |            |                      |   |   |   |    |   |
| Robert Langers     | 1960-08-01 | Borussia M'gladbach  | 6 | 0 | 0 | 9  | 0 |
| Marcel di Domenico | 1955-06-17 | Red Boys Differdange | 5 | 0 | 0 | 34 | 1 |
| Jeannot Reiter     | 1958-10-14 | Etzella Ettelbruck   | 5 | 0 | 0 |    |   |
| Manou Scheitler    | 1958-03-01 | Jeunesse Esch        | 3 | 0 | 0 |    |   |
| Guy Back           | 1959-12-07 | Progrès Niedercorn   | 0 | 1 | 0 | 4  | 0 |

FLF · A-internationals · Bondscoaches · Statistieken · Luxemburgs vrouwenelftal · Luxemburg U21 · Luxemburg U19 · Luxemburg U18 · Luxemburg U17 · Luxemburg U16
1911 – 1919 ·
1920 – 1929 ·
1930 – 1939 ·
1940 – 1949 ·
1950 – 1959 ·
1960 – 1969 ·
1970 – 1979 ·
1980 – 1989 ·
1990 – 1999 ·
2000 – 2009 ·
2010 – 2019 ·
2020 − 2029
OS 1920 · 
OS 1924 · 
OS 1928 · 
OS 1936 · 
OS 1948 · 
OS 1952
1911 · 
1912 · 
1913 · 
1914 · 
1915 · 1916 · 1917 · 1918 · 1919 · 
1920 · 
1921 · 1922 · 1923 · 
1924 · 
1925 · 1926 · 
1927 · 
1928 · 
1929 · 1930 · 1931 · 1932 · 1933 · 
1934 · 
1935 · 
1936 · 
1937 · 
1938 · 
1939 · 
1940 · 
1941 · 1942 · 1943 · 1944 · 
1945 · 
1946 · 
1947 · 
1948 · 
1949 · 
1950 · 
1952 · 
1952 · 
1953 · 
1954 · 
1955 · 
1956 · 
1957 · 
1958 · 
1959 · 
1960 · 
1961 · 
1962 · 
1963 · 
1964 · 
1965 · 
1966 · 
1967 · 
1968 · 
1969 · 
1970 · 
1971 · 
1972 · 
1973 · 
1974 · 
1975 · 
1976 · 
1977 · 
1978 · 
1979 · 
1980 · 
1981 · 
1982 · 
1983 · 
1984 · 
1985 · 
1986 · 
1987 · 
1988 · 
1989 · 
1990 · 
1991 · 
1992 · 
1993 · 
1994 · 
1995 · 
1996 · 
1997 · 
1998 · 
1999 · 
2000 · 
2001 · 
2002 · 
2003 · 
2004 · 
2005 · 
2006 · 
2007 · 
2008 · 
2009 · 
2010 · 
2011 · 
2012 · 
2013 · 
2014 · 
2015 ·
2016 ·
2017 ·
2018 ·
2019 ·
2020 ·
2021
Afghanistan ·
Albanië ·
Algerije ·
Armenië ·
Azerbeidzjan ·
België ·
Bosnië en Herzegovina ·
Brazilië ·
Bulgarije ·
Canada ·
Cyprus ·
DDR ·
Denemarken ·
(West-)Duitsland ·
Egypte ·
Engeland ·
Estland ·
Faeröer ·
Finland ·
Frankrijk ·
Gambia ·
Georgië ·
Griekenland ·
Hongarije ·
Ierland ·
IJsland ·
Israël ·
Italië ·
Japan ·
Joegoslavië ·
Kaapverdië ·
Kameroen ·
Kazachstan ·
Letland ·
Liechtenstein ·
Litouwen ·
Madagaskar ·
Malta ·
Marokko ·
Mexico ·
Moldavië ·
Montenegro ·
Myanmar ·
Nederland ·
Nigeria ·
Noord-Ierland ·
Noord-Macedonië ·
Noorwegen ·
Oekraïne ·
Oostenrijk ·
Polen ·
Portugal ·
Qatar ·
Roemenië ·
Rusland ·
San Marino ·
Saoedi-Arabië ·
Schotland ·
Senegal ·
Servië ·
Servië en Montenegro ·
Slovenië ·
Slowakije ·
Sovjet-Unie ·
Spanje ·
Thailand ·
Togo ·
Tsjechië ·
Tsjecho-Slowakije ·
Turkije ·
Uruguay ·
Verenigde Staten ·
Wales ·
Wit-Rusland ·
Zuid-Korea ·
Zweden ·
Zwitserland